# برسيفال دافسون
برسيفال دافسون (بالإنجليزية: Percival Davson)‏ مواليد 30 سبتمبر 1877 في ديميرارا، غيانا - الوفاة 5 ديسمبر 1959 في لندن، إنجلترا، كان لاعب كرة مضرب بريطاني بدأ مسيرته كمحترف سنة 1906، اعتزل اللعب في 1926. أعلى تصنيف له في الفردي كان المركز الـ 8 في سنة 1919. سبق أن شارك في دورة الألعاب الأولمبية الصيفية.

## الميداليات
| الميدالية | المسابقة                       |
| --------- | ------------------------------ |
| فضية      | الألعاب الأولمبية الصيفية 1912 |

## روابط خارجية
- برسيفال دافسون على موقع رابطة محترفي التنس (الإنجليزية)
- برسيفال دافسون على موقع الاتحاد الدولي لكرة المضرب (الإنجليزية)
- برسيفال دافسون على موقع كأس ديفيز (الإنجليزية)
- برسيفال دافسون على موقع بطولة ويمبلدون (الإنجليزية)
- برسيفال دافسون على موقع خلاصة التنس.كوم (الإنجليزية)
- برسيفال دافسون على موقع أوليمبيديا (الإنجليزية)